# هیا، سودان
هیا (به عربی: هیا) یک منطقهٔ مسکونی در سودان است که در دریای سرخ (ایالت سودان) واقع شده‌است. هیا ۶۶۲ متر بالاتر از سطح دریا واقع شده‌است.